# IEEE 1541-2002
IEEE 1541-2002是电气电子工程师学会（IEEE）在2002年发布的旨在规范二进制计量单位的前缀与数量级的标准。该标准推荐使用：
- 在计算机中用于计量的单位：
  - bit（缩写‘b’），表示1个二进制位;
  - byte（缩写‘B’），表示1组相邻的二进制位（通常为8个，但非必须）；
  - octet (缩写‘o’)，表示8个二进制位。
- 计量单位的前缀：
  - kibi（缩写‘Ki’），210 = 1024;
  - mebi（缩写‘Mi’），220 = 1048576;
  - gibi（缩写‘Gi’），230 = 1073741824;
  - tebi（缩写‘Ti’），240 = 1099511627776;
  - pebi（缩写‘Pi’），250 = 1125899906842624;
  - exbi（缩写‘Ei’），260 = 1152921504606846976;
- 每个前缀的第一个音节发音同SI前缀第一音节，第二音节统一发音为 [bi]。
- SI前缀不应用于二进制中。

该标准是为了解决之前十进制、二进制单位前缀和数量级混乱的问题。在SI标准中，相邻前缀（kilo、mega、giga、tera、peta、exa等）的数量级比是103，而根据IEEE标准，新前缀（kibi、mebi、gibi、tebi、pebi、exbi等）相邻数量级比是210。举例来讲：
- 1 GB (gigabyte) = 103 MB (megabyte) = 1000 MB
- 1 GiB (gibibyte) = 210 MiB (mebibyte) = 1024 MiB

另外，该标准实际上是采用了1998年国际电工委员会（IEC）制定的前缀标准。